# Suzuki GSX-R1000
La Suzuki GSX-R1000 è una motocicletta sportiva prodotta dalla Suzuki dal 2001.

## Descrizione
Contrariamente alle abitudini del marketing del mercato delle due ruote, andò a sostituire nel listino un modello di cilindrata superiore, la "GSX-R1100", adottando fin dall'inizio le migliorie apportate sulle due cilindrate inferiori e facendo largo uso di materiali pregiati quali il titanio.
La stessa moto in vendita al pubblico, modificata in maniera più o meno sostanziale, corre nelle varie competizioni motoristiche quali la Superbike e la Superstock, ottenendo ottimi risultati.

## Storia del progetto
Dopo i successi maturati negli anni 1980 e 1990 con le 750cc, nei primi anni 2000 Suzuki decide di alzare l'asticella delle sue top di gamma puntando a realizzare una superbike in grado di conquistare il mercato americano ed europeo: sull'onda di Yamaha, la casa di Hamamatsu presenta una 1000 cm³ rivoluzionaria, con 160 CV per 170 kg grazie all'iniezione elettronica e a un telaio leggero e compatto compensato da un forcellone più lungo per garantire una maggior trazione in accelerazione. Nel 2001 la nuova moto si dimostra brillante in strada quanto sul mercato, guadagnandosi il titolo di superbike più potente ed ambita, vincendo il confronto con la rivale Yamaha R1 sia in termini di cavalli che di unità vendute. 

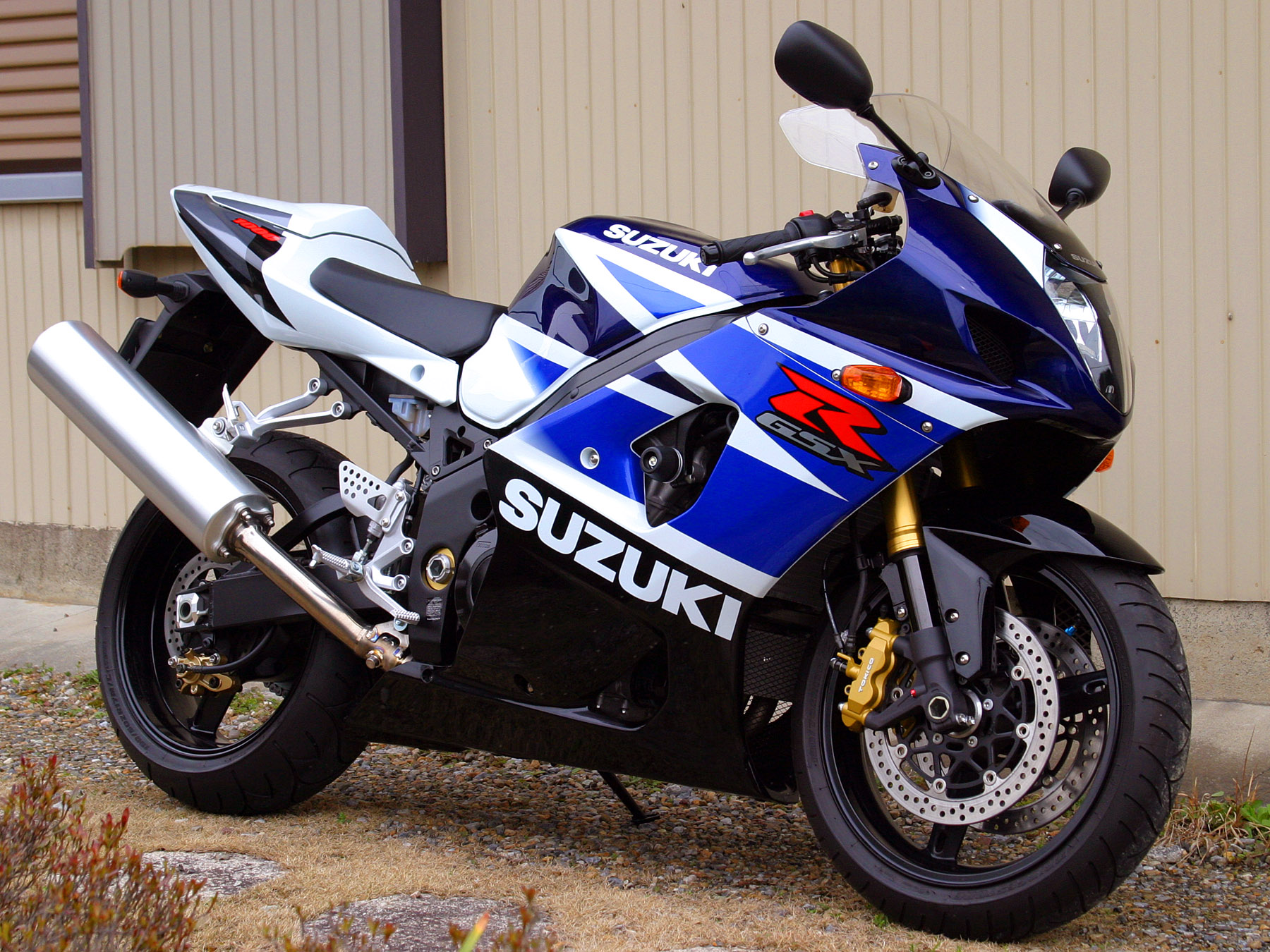
GSX-R1000 K3 (2003)

Nel 2003 il modello si rinnova con la versione K3, portando il motore a guadagnare 4 CV e alleggerendo ulteriormente il telaio di 2 kg al fine di migliorare la guidabilità senza perdere troppa potenza per fronteggiare la nuova generazione di R1 e le nuove velocissime contendenti CBR 1000RR e Ninja ZX-10R.

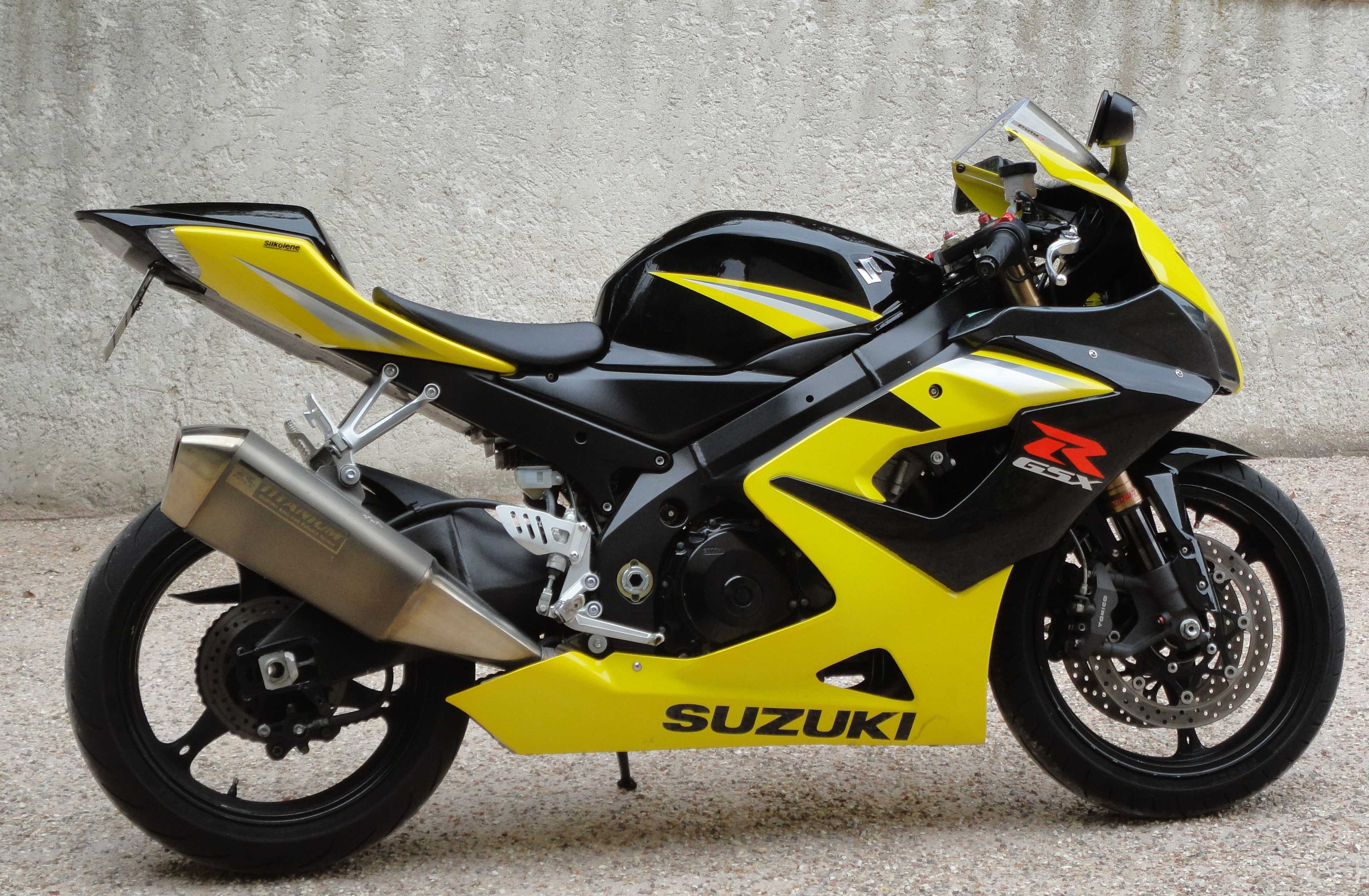
GSX-R1000 K5 (2005-06)

Due anni dopo Suzuki lancia la nuova generazione che si rivelerà essere la migliore Gixxer della storia e tra le sportive più amate dagli appassionati: la K5 del 2005 con i suoi 178 CV e 166 kg è la 1000 cm³ più potente in circolazione grazie a un motore ridisegnato e a un telaio accorciato sia nella lunghezza che nel passo che le conferisce una grande maneggevolezza tra le curve. Sarà con questa moto che Suzuki vincerà il mondiale Superbike con l'australiano Troy Corser e il mondiale costruttori della stessa categoria grazie al team Alstare, mentre nel 2006 spetterà allo statunitense Ben Spies del team Suzuki Yoshimura conquistare il campionato AMA Superbike.
Nel 2007 viene rinnovata la linea con un design più affilato ed un'aerodinamica migliorata. Il peso della GSX-R sale di 6 kg mentre la potenza raggiunge i 182 CV dichiarati che permettono alla K7 di continuare a lottare con le pari cilindrata giapponesi e con le nuove proposte di Ducati, Aprilia e BMW.
Suzuki rinfresca il progetto nel 2012 con una nuova GSX-R1000 in controtendenza con la precedente filosofia: si punta sull'agilità e la leggerezza a scapito della potenza massima, portando la sportiva a diventare una moto facile da guidare anche per i guidatori meno esperti ma finendo per perdere il confronto in velocità di punta e potenza con le storiche contendenti.
A fine 2016 viene presentata al salone di EICMA l'ultima generazione. Questa nuova Gixxer ribattezzata L7 ha un motore totalmente ridisegnato, il primo dall'aggiornamento del 2009: più compatto e ruotato all'indietro di 6°, ha un limite di giri più alto e con la distribuzione a fasatura variabile tecnologia che Suzuki utilizza in MotoGP già dai tempi della 800. Anche la ciclistica viene rivista, grazie al telaio a doppio trave in alluminio più sottile rispetto al vecchio, più leggero del 10% e un serbatoio più stretto. L'elettronica presenta una nuova piattaforma inerziale a tre assi e sei direzioni, tre mappature di freno motore, traction control, cambio quickshifter bidirezionale e un cruscotto digitale LCD.